# پیت ویلیامز (روزنامه‌نگار)
پیت ویلیامز (انگلیسی: Pete Williams؛ زادهٔ ۲۸ فوریهٔ ۱۹۵۲) سیاستمدار اهل ایالات متحده آمریکا است. یک روزنامه‌نگار آمریکایی است. از سال ۱۹۹۳، او خبرنگار تلویزیونی ان‌بی‌سی نیوز شد. ویلیامز در دولت رئیس‌جمهور جرج اچ. دابلیو. بوش صاحب یک مقام دولتی بود.
ویلیامز در کسپر، وایومینگ بزرگ شد، مادرش بنگاه املاک و مستغلات داشت و پدرش متخصص ارتودنسی بود. «پیت» نام مستعاری است که او از کودکی روی خود گذاشته‌است. ویلیامز برای ادامه تحصیل در رشته مهندسی به دانشگاه استنفورد، رفت و در این دانشگاه فارغ‌التحصیل شد، اما متعاقباً رشته خود را به روزنامه‌نگاری تغییر داد، وی کار خود را در اخبار محلی با ایستگاه تلویزیونی کی تی دابلیو او و همچنین در ایستگاه رادیویی همنام آن در کسپر، وایومینگ در سال ۱۹۷۴آغاز کرد.
در سال ۱۹۸۶، ویلیامز دبیر مطبوعاتی دیک چینی، نماینده ایالات متحده شد و پس از چینی به وزارت دفاع ایالات متحده منتقل شد و پس از اینکه چینی وزیر دفاع ایالات متحده شد، وی تا در سال ۱۹۸۹در زمان دولت جورج اچ دبلیو بوش، معاون وزیر دفاع در امور عمومی شود.
ویلیامز در اواخر مارس ۱۹۹۳، پس از کناره‌گیری از وزارت دفاع، خبرنگار ان‌بی‌سی نیوز شد. حوزه‌های اصلی پوشش خبری او برای ان‌بی‌سی شامل وزارت دادگستری و دیوان عالی است.

## دوران جوانی و تحصیلات
پیت ویلیامز در کسپر، وایومینگ به دنیا آمد و بزرگ شد، جایی که مادرش، «بنی» معلم و بعداً یک مشاور املاک شد و پدرش، لوئیس، دندانپزشک بود. او سومین فرزند خانه بود. ویلیامز در سال ۱۹۷۰ از دبیرستان کانتی ناترونا فارغ‌التحصیل شد. او یکی از اعضای تیم مناظره که برنده جایزه دبیرستان خود شدند بود، او همچنین جایزه ای را برای سخنرانی عمومی دریافت کرد پیت در باشگاه نوجوانان جمهوری‌خواه مدرسه‌اش فعال بود و عضو انجمن ملی افتخار بود.
ویلیامز در سال ۱۹۷۴ از دانشگاه استنفورد فارغ‌التحصیل شد. زمانی که در استنفورد بود، درس‌های روزنامه‌نگاری و تاریخ را گذراند و یک سال را در لندن در یک برنامه خارج از کشور تحت حمایت دانشگاه استنفورد سپری کرد.

## فعالیت حرفه‌ای

### دوران اولیه روزنامه‌نگاری
از سال ۱۹۷۴تا ۱۹۸۵، ویلیامز گزارشگر و مدیر اخبار تلویزیون و رادیو کی تی دابلیو او مستقر در کسپر بود.
مدیریت ایستگاه‌ها. ویلیامز همچنین از سال ۱۹۸۵تا ۱۹۸۶به عنوان مدیر پروژه آینده وایومینگ خدمت کرد.

### دبیر مطبوعات
در سال ۱۹۸۶، ویلیامز به عنوان معاون مطبوعاتی و دستیار قانونگذاری در ستاد دیک چینی، عضو مجلس نمایندگان ایالات متحده آمریکا از وایومینگ، استخدام شد. ویلیامز در سال ۱۹۸۹پس از نامزدی چینی به عنوان وزیر دفاع ایالات متحده، به عنوان دستیار وزیر دفاع در امور عمومی منصوب شد و به عنوان وزیر مطبوعاتی وزارت دفاع ایالات متحده مشغول به کار شد.

زمانی که به عنوان سخنگوی پنتاگون خدمت می‌کرد، متهم شد که برای سرپوش گذاشتن بر فعالیت‌های نظامی نامنظم گسترده‌ای که در جریان تهاجم ایالات متحده به پاناما به بهانه دستگیری مانوئل نوریگا، دیکتاتور پاناما رخ داده بود، تلاش می‌کرده‌است، که بعداً این ماجرا در یک فیلم مستند به عنوان فریب پاناما (۱۹۹۲). به نمایش درآمد. 

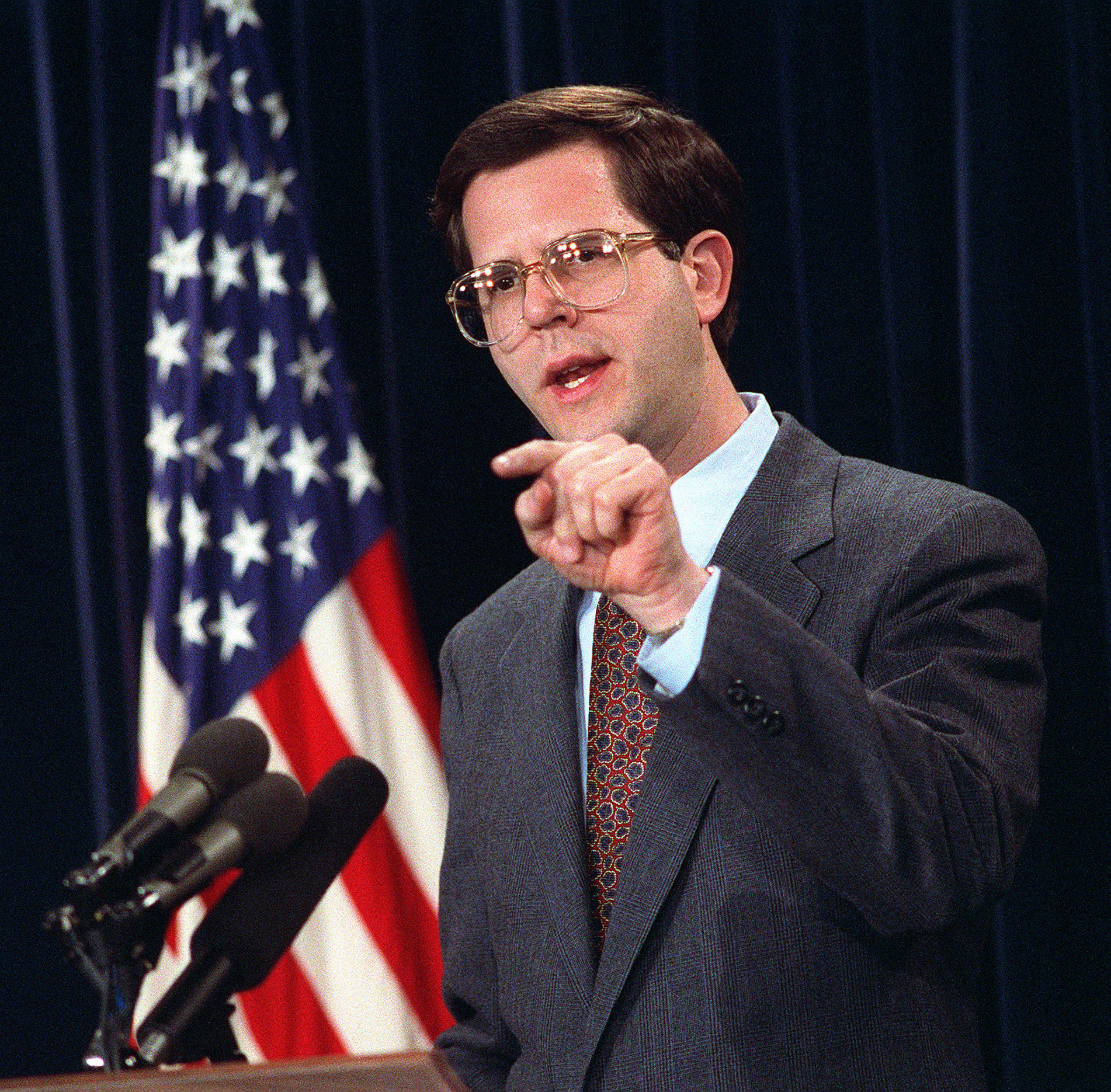
پیت ویلیامز به عنوان دستیار وزیر دفاع در امور عمومی در یک نشست مطبوعاتی، ۱۹۹۱

### حرفه روزنامه‌نگاری
ویلیامز در سال ۱۹۹۱توسط میکل آنژ سینیوری روزنامه‌نگار و فعال مدنی به عنوان همجنس‌گرا شناخته شد. وقتی توسط خبرنگاران تحت فشار قرار گرفت، چینی از اخراج ویلیامز (یک کارمند غیرنظامی) با وجود ممنوعیت آن زمان وزارت برای اعضای ال‌جی‌بی‌تی ارتش امتناع کرد. چینی همچنین مخالفت خود را با این ممنوعیت اعلام کرد.
ان‌بی‌سی نیوز ویلیامز را در مارس ۱۹۹۳به عنوان خبرنگار قضایی مستقر در واشینگتن دی سی برای پوشش اخبار وزارت دادگستری و دیوان عالی ایالات متحده آمریکا استخدام کرد.
در طول جنگ بوسنی، ویلیامز در ابتدا وجود هرگونه شواهدی مبنی بر نسل‌کشی یا جنایات جنگی را رد کرد و مدعی شد که «ما شواهدی از برنامه کشتار سیستماتیک یا گسترده مردم بیگناه نمی‌بینیم». یک کلیپ ویدیویی از بیانیه واقعی در فیلم ۱۹۹۷به سارایوو خوش آمدید نشان داده شده‌است.
به عنوان خبرنگار عدالت ان‌بی‌سی، ویلیامز با جان اشکرافت، دادستان کل ایالات متحده، آلبرتو گونزالس و اریک هولدر و همچنین کریستوفر ای. ری، مدیر اف‌بی‌آی، مصاحبه کرده‌است.

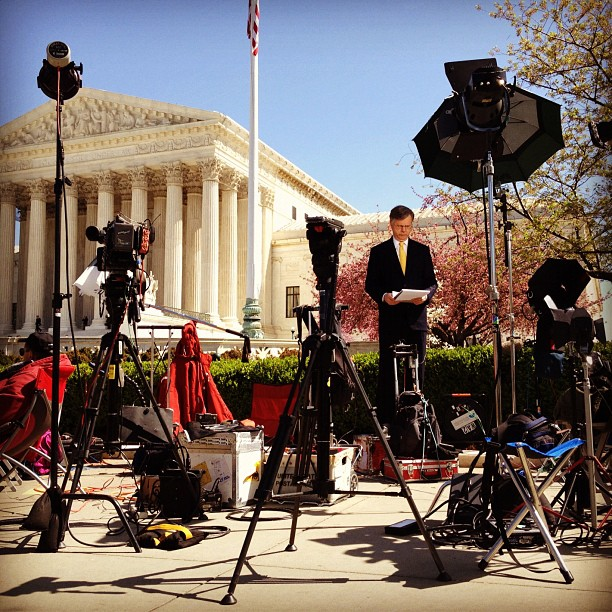
ویلیامز در سال ۲۰۱۲ گزارشی را در مقابل دادگاه عالی ایالات متحده ارائه می‌کند.

در پوشش بمب‌گذاری ماراتن بوستون برای ام‌اس ان بی سی و ان‌بی‌سی نیوز، ویلیامز از سوی تحلیلگران رسانه‌های مختلف به دلیل انتخاب گزارش دادن رویدادها به شیوه ای محتاطانه و محدود مورد تحسین قرار گرفت. برخلاف آسوشیتد پرس و سی ان ان، ویلیامز از گزارش ادعایی که بعداً پس گرفته شد مبنی بر اینکه دفتر تحقیقات فدرال یک مظنون را برای بمب‌گذاری دستگیر کرده‌است، خودداری کرد. برای پلیتیکو، دیلن بایرز اظهار داشت: «در مورد یک داستان مهم که با گزارش‌های نادرست و متناقض و حدس و گمان‌های وحشیانه تعریف شده‌است،» ویلیامز آرام، کوشا و درست عمل کرده‌است. عبارت «پیت ویلیامز از ان‌بی‌سی» در ساعات شبانه روز ۱۹ آوریل ۲۰۱۳به موضوعی پرطرفدار تبدیل شد.
پیت ویلیامز در پوشش حمله به خودروی ساختمان کنگره ایالات متحده در آوریل ۲۰۲۱، ادعا کرد که ضارب یک «مرد سفیدپوست» بوده‌است، این پیش از آن بود که مقامات اطلاعاتی هویت راننده آن را منتشر کنند. او اظهارات خود را پس نگرفت. اکنون سؤال این است که وضعیت افسران پلیس پایتخت وقتی مظنون یک مرد سفیدپوست بود که ماشین را می‌راند چگونه است، اما وقتی که مرد از ماشین پیاده شد و به پلیس حمله کرد وضعیت مجروحان چگونه است. ویلیامز به کیتی تور، مجری ام‌اس‌ان‌بی‌سی گفت: افسران با چاقو مجروح شدند. معلوم شد ضارب نوح گرین، یک مرد سیاه‌پوست بیمار روانی است که خود را پیرو لوئیس فراخان توصیف می‌کند.
ویلیامز بازنشستگی خود را در روز جمعه، ۲۹ ژوئیه ۲۰۲۲ در جریان برنامه امروز اعلام کرد.

## جوایز
ویلیامز سه جایزه امی ملی مربوط به اخبار را دریافت کرده‌است.
در سال ۲۰۱۲، دانشگاه وایومینگ به ویلیامز دکترای افتخاری ادبیات را برای قدردانی از کمک‌های فراوان او به روزنامه‌نگاری اعطا کرد. او به دلیل «قضاوت درست، عادلانه، اخلاق بی عیب و نقص، و تعهد به خدمت» مورد ستایش قرار گرفت.
ویلیامز به عنوان دریافت کننده جایزه جان اف. جایزه هوگان که به نام اولین رئیس انجمن نامگذاری شده‌است، به منظور قدردانی از «کمک‌های یک فرد در حرفه روزنامه‌نگاری و آزادی مطبوعات…» ویلیامز به این دلیل انتخاب شد که «... در طول دوران حرفه ای برجسته خود، بنا بر گفته پیت اسکات لیبن، رئیس فعلی ردنا خدمت مؤثر داشته‌است، اسکات تصریح کرده بود: ویلیامز در ابتدا به عنوان سخنگوی دولت و سپس در ۲۵ سال گذشته به عنوان گزارشگر دولت و بعد برای بینندگان ان بی سی نیوز خدمت کرده‌است.»